# 圣亚伯特堂
圣亚伯特堂（Chiesa di San'Alberto Magno）是一座罗马天主教教堂，位于意大利罗马第三区的 Via delle Vigne Nuove。该堂供奉 圣亚伯特。
该堂区于2016年11月19日由教宗方济各封为领衔堂区。首任枢机司铎为安多尼·索特尔·费尔南德斯。